# Port Glaud (miejscowość)
Port Glaud – miejscowość na Seszelach położona w zachodniej części wyspy Mahé, stolica dystryktu Port Glaud.